# Susan Sullivan
Susan Sullivan (New York, 18 november 1942) is een Amerikaans actrice. Ze is vooral bekend geworden als Maggie Gioberti/Channing uit de serie Falcon Crest. Meer recent werd ze bekend als de bekakte moeder van Greg uit Dharma & Greg.
Sullivan is een voormalige Playboy Bunny Girl. Toen ze 23 was, ging ze al uit met Cary Grant.
Sullivan werd oorspronkelijk klaargestoomd voor het theater. Ze werkte vroeger bij de National Repertory Theatre in Washington D.C.. Al snel daarna kreeg ze een rol naast Dustin Hoffman in het Broadway-stuk Jimmy Shine. Tussen haar vele televisie -en filmoptredens bleef ze in het theater werken. In de jaren zeventig speelde ze vijf jaar lang Lenore Curtin in de serie Another World. De rol gaf haar veel televisie-ervaring mee en had er volgens haar toenmalige collega's ook veel lol in. Na die rol acteerde ze veel in zogenaamde off-Broadway-stukken, toen ze ontdekt werd door een talentenagent. Hij moedigde haar aan naar Hollywood te verhuizen. Ze speelde vele rollen in series, voordat ze haar Emmy-winnende rol kreeg in de televisieserie Rich Man, Poor Man - Book II. Ook was ze te zien in de televisiefilms Having Babies II en Having Babies III. Door haar rollen in deze films kreeg ze een rol in de kortlopende spin-offserie Having Babies.
Kort na deze serie mocht ze zich rekenen tot de cast van de serie It's a Living. Haar grootste succes in de jaren 80 was uiteraard haar rol in Falcon Crest. Ze verliet de serie uiteindelijk, omdat ze vond dat haar karakter zichzelf herhaalde. Toch is Sullivan trots op die rol, waarin onder meer werd omgegaan met alcoholproblemen.
In de jaren 90 was ze te zien in enkele kortlopende televisieseries, alvorens weer in meer succesvolle producties te verschijnen.
Ze deelt haar leven sinds 1989 met auteur Connell Cowan.

## Filmografie
- La rivolta dei barbari (1964) - Rol onbekend
- Dark Shadows (televisieserie) - Spook (episode 1.156, 1967, niet op aftiteling)
- Macbeth (televisiefilm, 1968) - Derde heks
- Ironside (televisieserie) - Andrea (afl. Up, Down and Even, 1969)
- The Best of Everything (televisieserie) - April Morrison (1970)
- A World Apart (televisieserie) - Nancy Condon (1970-1971)
- Between Time and Timbuktu (televisiefilm, 1972) - Nancy
- Medical Center (televisieserie) - Joanna (afl. No Hiding Place, 1975)
- S.W.A.T. (televisieserie) - Rol onbekend (afl. The Vendetta, 1975)
- McMillan & Wife (televisieserie) - Maggie Arnaud (afl. Requiem for a Bride, 1975)
- Petrocelli (televisieserie) - Janet Wilson (afl. Too Many Alibis, 1975)
- City of Angels (televisieserie) - Margaret Hillings (afl. The House on Orange Grove Avenue, 1976)
- Another World (televisieserie) - Lenore Moore Curtin Delaney #2 (afl. onbekend, 1971-1976)
- Kojak (televisieserie) - Kelly McCall (afl. Both Sides of the Law, 1976)
- Midway (1976) - Ann (alleen in televisieversie, niet op aftiteling)
- Bert D'Angelo/Superstar (televisieserie) - Sharon Andress (afl. Scag, 1976)
- Bell, Book and Candle (televisiefilm, 1976) - Rosemary
- Barnaby Jones (televisieserie) - Ruth Sorrell (afl. Deadline for Dying, 1976)
- Rich Man, Poor Man - Book II (televisieserie) - Maggie Porter (afl. onbekend, 1976-1977)
- The City (televisiefilm, 1977) - Carol Carter
- Kojak (televisieserie) - Carol Krug (afl. When You Hear the Beep, Drop Dead, 1977)
- Roger & Harry: The Mitera Target (televisiefilm, 1977) - Cindy St. Claire
- Dog and Cat (televisieserie) - Rol onbekend (afl. Yesterday's Woman, 1977)
- The Magnificent Magical Magnet of Santa Mesa (televisiefilm, 1977) - C.B. Macauley
- Having Babies II (televisiefilm, 1977) - Dr. Julie Farr
- The Incredible Hulk (televisiefilm, 1977) - Dr. Elaina Marks
- Barnaby Jones (televisieserie) - Linda Gates (afl. Final Judgment: Part 1 & 2, 1978)
- Deadman's Curve (televisiefilm, 1978) - Rainbow
- Having Babies III (televisiefilm, 1978) - Dr. Julie Farr
- Having Babies (televisieserie) - Dr. Julie Farr
- The Comedy Company (televisiefilm, 1978) - Linda Greg
- Killer's Delight (1978) - Rol onbekend
- The New Maverick (televisiefilm, 1978) - 'Poker' Alice Ivers
- Breaking Up Is Hard to Do (televisiefilm, 1979) - Diane Sealey
- The Love Boat (televisieserie) - Dr. Emily Bradford (afl. Doc, Be Patient/Dance with Me/Going My Way, 1979)
- Taxi (televisieserie) - Nora (afl. What Price Bobby?, 1980)
- Marriage Is Alive and Well (televisiefilm, 1980) - Sara Fish
- The Ordeal of Dr. Mudd (televisiefilm, 1980) - Frances Mudd
- City in Fear (televisiefilm, 1980) - Madeleine Crawford
- It's a Living (televisieserie) - Lois Adams (afl. onbekend, 1980-1981)
- Fantasy Island (televisieserie) - Dorothy Nicholson (afl. The Perfect Husband/Volcano, 1981)
- Cave-In! (televisiefilm, 1983) - Kate Lassiter
- Rage of Angels: The Story Continues (televisiefilm, 1986) - Mary Beth Warner
- Falcon Crest (televisieserie) - Maggie Gioberti (tot 1988)/Maggie Channing (1988/1989)
- Doctor Doctor (televisieserie) - Laura Stratford (afl. Family Affair, 1990)
- Un día es un día (televisieserie) - Rol onbekend (afl. 12 november 1990)
- Perry Mason: The Case of the Ruthless Reporter (televisiefilm, 1991) - Twyla Cooper
- The George Carlin Show (televisieserie) - Kathleen Rachowski (afl. onbekend, 1994-1995)
- A Perfect Stranger (televisiefilm, 1994) - Kaye
- The Monroes (televisieserie) - Kathryn Monroe (afl. onbekend, 1995)
- A Memory for Tino (1996) - Tino's moeder
- My Best Friend's Wedding (1997) - Isabelle Wallace
- Two Came Back (televisiefilm, 1997) - Patricia Clarkson
- Show & Tell (1999) - Rol onbekend
- Puzzled (2001) - Anabel Norton
- Dharma & Greg (televisieserie) - Kitty Montgomery (118 afl., 1997-2002)
- Body & Soul (televisieserie) - Claire (afl. Running Home, 2002)
- The Lunchbox Chronicles (televisiefilm, 2003) - Rol onbekend
- Dead Like Me (televisieserie) - Mary Kate Hourihan (afl. Business Unfinished, 2003)
- I'm with Her (televisieserie) - Rosalyn (afl. Meet the Parent, 2003)
- The Amazing Westerbergs (televisiefilm, 2004) - Rol onbekend
- Joan of Arcadia (televisieserie) - Rijke vrouw/God (afl. The Gift, 2004)
- The Drew Carey Show (televisieserie) - Annette Newmark, Kellie's moeder (afl. At Your Cervix, 2004, Knot in the Mood, 2004, Finale, 2004)
- Judging Amy (televisieserie) - Patricia Millhouse (afl. Hard to Get, 2005, Too Little, Too Late, 2005)
- Justice League (televisieserie) - Queen Hippolyta (7 afl., 2001-2005, stem)
- Hope & Faith (televisieserie) - Dr. Nancy Lombard (afl. Faith's Therapy, 2005, Hope in the Middle, 2005, The Restaurant, 2006, Old Faithful, 2006)
- The Nine (televisieserie) - Nancy Hale (6 afl., 2006)
- Two and a Half Men (televisieserie) - Dorothy (afl. Walnuts and Demerol, 2006)
- Brothers & Sisters (televisieserie) - Miranda Jones (afl. Game Night, 2007)
- The Nine (televisieserie) - Nancy Hale (7 afl., 2006-2007)
- Castle (televisieserie) - Martha Rodgers (2009-2016)